# Adam Brodecki
Adam Jan Brodecki (ur. 1 sierpnia 1949 w Łodzi, zm. 16 października 2010 w Woli Kopcowej) – polski lekarz pediatra, łyżwiarz figurowy, olimpijczyk, poseł na Sejm X kadencji.

## Życiorys
Syn Ryszarda i Zenobii. Trenował łyżwiarstwo figurowe w konkurencji par sportowych. W latach 1961–1975 był zawodnikiem Łódzkiego Towarzystwa Łyżwiarskiego i Społem. Dwukrotnie w parze z Grażyną Osmańską-Kostrzewińską uzyskał tytuł mistrza Polski w tej dyscyplinie (1971 i 1972). Sześciokrotnie był wicemistrzem kraju w tej konkurencji. Czterokrotnie uczestniczył w mistrzostwach świata w łyżwiarstwie figurowym, zajmując miejsce 10. w Lyonie (1971), 12. w Calgary (1972), 12. w Monachium (1974) i 13. w Colorado Springs (1975). Sześć razy reprezentował Polskę na mistrzostwach Europy, największym sukcesem było 7. miejsce w Göteborgu w 1972. W tym samym roku wziął udział w Zimowych Igrzyskach Olimpijskich w Sapporo, zajmując 11. miejsce na 16 startujących par. Na IO, ME i MŚ startował każdorazowo z Grażyną Osmańską-Kostrzewińską.
Ukończył w 1973 studia na Akademii Medycznej w Łodzi. Po zakończeniu kariery sportowej przeniósł się do Kielc. Podjął pracę jako lekarz pediatra.
W latach 1989–1991 sprawował mandat posła na Sejm kontraktowy wybranego w okręg kieleckim z puli Polskiej Zjednoczonej Partii Robotniczej, do której należał od 1978 do rozwiązania. Zasiadał w Komisji Zdrowia i Komisji Polityki Społecznej. W trakcie kadencji wstąpił do Poselskiego Klubu Pracy, w kolejnych wyborach nie ubiegał się o reelekcję.
Pochowany na cmentarzu komunalnym w Cedzynie.